# Grand Prix automobile de Hongrie 2007
GP précédent GP suivant
Le Grand Prix automobile de Hongrie 2007 (Formula 1 Magyar Nagydíj 2007), disputé sur le Hungaroring (à 19 km de Budapest, Hongrie) le 5 août 2007 est la 779e épreuve du championnat du monde de Formule 1 courue depuis 1950 et la onzième manche du championnat 2007.

## Essais libres

### Vendredi matin
| Pos. | Pilote          | Voiture          | Chrono         | Écart     |
| ---- | --------------- | ---------------- | -------------- | --------- |
| 1    | Robert Kubica   | BMW Sauber       | 1 min 22 s 390 |           |
| 2    | Felipe Massa    | Ferrari          | 1 min 22 s 519 | + 0 s 129 |
| 3    | Kimi Räikkönen  | Ferrari          | 1 min 22 s 540 | + 0 s 150 |
| 4    | Fernando Alonso | McLaren-Mercedes | 1 min 22 s 585 | + 0 s 195 |
| 5    | Lewis Hamilton  | McLaren-Mercedes | 1 min 22 s 654 | + 0 s 264 |
| 6    | Nick Heidfeld   | BMW Sauber       | 1 min 22 s 891 | + 0 s 501 |

### Vendredi après-midi
| Pos. | Pilote            | Voiture          | Chrono         | Écart     |
| ---- | ----------------- | ---------------- | -------------- | --------- |
| 1    | Fernando Alonso   | McLaren-Mercedes | 1 min 20 s 919 |           |
| 2    | Heikki Kovalainen | Renault          | 1 min 21 s 283 | + 0 s 364 |
| 3    | Lewis Hamilton    | McLaren-Mercedes | 1 min 21 s 338 | + 0 s 419 |
| 4    | Nico Rosberg      | Williams-Toyota  | 1 min 21 s 485 | + 0 s 566 |
| 5    | Nick Heidfeld     | BMW Sauber       | 1 min 21 s 517 | + 0 s 598 |
| 6    | Kimi Räikkönen    | Ferrari          | 1 min 21 s 589 | + 0 s 670 |

### Samedi matin
| Pos. | Pilote          | Voiture          | Chrono         | Écart     |
| ---- | --------------- | ---------------- | -------------- | --------- |
| 1    | Felipe Massa    | Ferrari          | 1 min 20 s 183 |           |
| 2    | Fernando Alonso | McLaren-Mercedes | 1 min 20 s 414 | + 0 s 231 |
| 3    | Lewis Hamilton  | McLaren-Mercedes | 1 min 20 s 461 | + 0 s 278 |
| 4    | Nick Heidfeld   | BMW Sauber       | 1 min 20 s 565 | + 0 s 382 |
| 5    | Kimi Räikkönen  | Ferrari          | 1 min 20 s 741 | + 0 s 558 |
| 6    | Nico Rosberg    | Williams-Toyota  | 1 min 20 s 868 | + 0 s 685 |

## Grille de départ
| Pos. | Pilote               | Écurie             | Qualifications 1 | Qualifications 2 | Qualifications 3          |
| ---- | -------------------- | ------------------ | ---------------- | ---------------- | ------------------------- |
| 1    | Lewis Hamilton       | McLaren-Mercedes   | 1 min 19 s 570   | 1 min 19 s 301   | 1 min 19 s 781            |
| 2    | Nick Heidfeld        | BMW Sauber         | 1 min 20 s 751   | 1 min 20 s 322   | 1 min 20 s 259            |
| 3    | Kimi Räikkönen       | Ferrari            | 1 min 20 s 435   | 1 min 20 s 107   | 1 min 20 s 410            |
| 4    | Nico Rosberg         | Williams-Toyota    | 1 min 20 s 547   | 1 min 20 s 188   | 1 min 20 s 632            |
| 5    | Ralf Schumacher      | Toyota             | 1 min 20 s 449   | 1 min 20 s 455   | 1 min 20 s 714            |
| 6    | Fernando Alonso      | McLaren-Mercedes   | 1 min 20 s 425   | 1 min 19 s 661   | 1 min 19 s 674 (pénalité) |
| 7    | Robert Kubica        | BMW Sauber         | 1 min 20 s 366   | 1 min 20 s 703   | 1 min 20 s 876            |
| 8    | Jarno Trulli         | Toyota             | 1 min 20 s 481   | 1 min 19 s 951   | 1 min 21 s 206            |
| 9    | Mark Webber          | Red Bull-Renault   | 1 min 20 s 794   | 1 min 20 s 439   | 1 min 21 s 256            |
| 10   | David Coulthard      | Red Bull-Renault   | 1 min 21 s 291   | 1 min 20 s 718   |                           |
| 11   | Heikki Kovalainen    | Renault            | 1 min 20 s 285   | 1 min 20 s 779   |                           |
| 12   | Alexander Wurz       | Williams-Toyota    | 1 min 21 s 243   | 1 min 20 s 865   |                           |
| 13   | Giancarlo Fisichella | Renault            | 1 min 21 s 645   | 1 min 20 s 590   | 1 min 21 s 079 (pénalité) |
| 14   | Felipe Massa         | Ferrari            | 1 min 20 s 408   | 1 min 21 s 021   |                           |
| 15   | Anthony Davidson     | Super Aguri-Honda  | 1 min 21 s 018   | 1 min 21 s 127   |                           |
| 16   | Vitantonio Liuzzi    | Toro Rosso-Ferrari | 1 min 21 s 730   | 1 min 21 s 993   |                           |
| 17   | Jenson Button        | Honda              | 1 min 21 s 737   |                  |                           |
| 18   | Rubens Barrichello   | Honda              | 1 min 21 s 877   |                  |                           |
| 19   | Takuma Satō          | Super Aguri-Honda  | 1 min 22 s 143   |                  |                           |
| 20   | Sebastian Vettel     | Toro Rosso-Ferrari | 1 min 22 s 177   |                  |                           |
| 21   | Adrian Sutil         | Spyker-Ferrari     | 1 min 22 s 737   |                  |                           |
| 22   | Sakon Yamamoto       | Spyker-Ferrari     | 1 min 23 s 774   |                  |                           |

Notes:
- Initialement qualifié en huitième position, Giancarlo Fisichella a écopé d'une pénalité de 5 places sur la grille de départ pour avoir bouchonné Sakon Yamamoto lors de la première partie des qualifications.
- Initialement qualifié en pole position, Fernando Alonso a été rétrogradé de 5 places sur la grille par les commissaires de course pour avoir bloqué son coéquipier Lewis Hamilton dans les stands et l'avoir empêché d'effectuer un dernier tour rapide.
- Par ailleurs, McLaren est privé par anticipation au championnat du monde des constructeurs de tous les points que rapporteront ses deux pilotes à l'issue lors du Grand Prix.

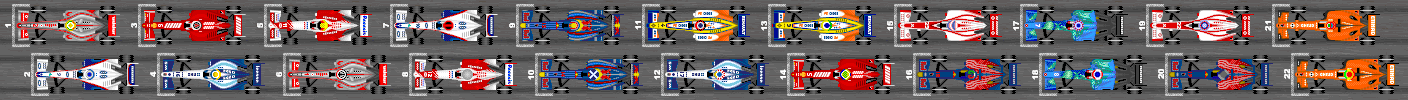
La grille de départ du Grand Prix

## Course

### Classement de la course
| Pos. | no | Pilote               | Écurie             | Tours | Temps/Abandon                      | Grille | Points |
| ---- | -- | -------------------- | ------------------ | ----- | ---------------------------------- | ------ | ------ |
| 1    | 2  | Lewis Hamilton       | McLaren-Mercedes   | 70    | 1 h 35 min 52 s 991 (191,898 km/h) | 1      | 10     |
| 2    | 6  | Kimi Räikkönen       | Ferrari            | 70    | +0 s 715                           | 3      | 8      |
| 3    | 9  | Nick Heidfeld        | BMW Sauber         | 70    | +43 s 129                          | 2      | 6      |
| 4    | 1  | Fernando Alonso      | McLaren-Mercedes   | 70    | +44 s 858                          | 6      | 5      |
| 5    | 10 | Robert Kubica        | BMW Sauber         | 70    | +47 s 616                          | 7      | 4      |
| 6    | 11 | Ralf Schumacher      | Toyota             | 70    | +50 s 669                          | 5      | 3      |
| 7    | 16 | Nico Rosberg         | Williams-Toyota    | 70    | +59 s 139                          | 4      | 2      |
| 8    | 4  | Heikki Kovalainen    | Renault            | 70    | +1 min 08 s 104                    | 11     | 1      |
| 9    | 15 | Mark Webber          | Red Bull-Renault   | 70    | +1 min 16 s 331                    | 9      |        |
| 10   | 12 | Jarno Trulli         | Toyota             | 69    | +1 tour                            | 8      |        |
| 11   | 14 | David Coulthard      | Red Bull-Renault   | 69    | +1 tour                            | 10     |        |
| 12   | 3  | Giancarlo Fisichella | Renault            | 69    | +1 tour                            | 13     |        |
| 13   | 5  | Felipe Massa         | Ferrari            | 69    | +1 tour                            | 14     |        |
| 14   | 17 | Alexander Wurz       | Williams-Toyota    | 69    | +1 tour                            | 12     |        |
| 15   | 22 | Takuma Satō          | Super Aguri-Honda  | 69    | +1 tour                            | 19     |        |
| 16   | 19 | Sebastian Vettel     | Toro Rosso-Ferrari | 69    | +1 tour                            | 20     |        |
| 17   | 20 | Adrian Sutil         | Spyker-Ferrari     | 68    | +2 tours                           | 21     |        |
| 18   | 8  | Rubens Barrichello   | Honda              | 68    | +2 tours                           | 18     |        |
| Abd. | 18 | Vitantonio Liuzzi    | Toro Rosso-Ferrari | 42    | Electricité                        | 16     |        |
| Abd. | 23 | Anthony Davidson     | Super Aguri-Honda  | 41    | Accrochage avec Fisichella         | 15     |        |
| Abd. | 7  | Jenson Button        | Honda              | 35    | Accélérateur                       | 17     |        |
| Abd. | 21 | Sakon Yamamoto       | Spyker-Ferrari     | 4     | Suspension                         | 22     |        |

### Pole position et record du tour
- Pole position :  Lewis Hamilton (McLaren-Mercedes) 1 min 19 s 781 (vitesse moyenne : 197,686 km/h). Le meilleur temps de la Q3 a été réalisé par Fernando Alonso en 1 min 19 s 674 mais il a écopé d'une pénalité est ne s'est élancé que de la 6e place sur la grille. Le meilleur temps des qualifications a quant à lui été établi par Hamilton lors de la Q2 en 1 min 19 s 301[6].
- Meilleur tour en course :  Kimi Räikkönen (Ferrari) 1 min 20 s 047 au 70e tour (vitesse moyenne : 197,029 km/h)[7].

### Tours en tête
- Lewis Hamilton (McLaren-Mercedes) : 70 tours (1-70)[8].

## Classements généraux à l'issue de la course
| Pos. | Pilote               | Écurie            | Points |
| ---- | -------------------- | ----------------- | ------ |
| 1    | Lewis Hamilton       | McLaren-Mercedes  | 80     |
| 2    | Fernando Alonso      | McLaren-Mercedes  | 73     |
| 3    | Kimi Räikkönen       | Ferrari           | 60     |
| 4    | Felipe Massa         | Ferrari           | 59     |
| 5    | Nick Heidfeld        | BMW Sauber        | 42     |
| 6    | Robert Kubica        | BMW Sauber        | 28     |
| 7    | Giancarlo Fisichella | Renault           | 17     |
| 8    | Heikki Kovalainen    | Renault           | 16     |
| 9    | Alexander Wurz       | Williams-Toyota   | 13     |
| 10   | David Coulthard      | Red Bull-Renault  | 8      |
| 11   | Mark Webber          | Red Bull-Renault  | 8      |
| 12   | Jarno Trulli         | Toyota            | 7      |
| 13   | Nico Rosberg         | Williams-Toyota   | 7      |
| 14   | Ralf Schumacher      | Toyota            | 5      |
| 15   | Takuma Satō          | Super Aguri-Honda | 4      |
| 16   | Sebastian Vettel     | BMW Sauber        | 1      |
| 17   | Jenson Button        | Honda             | 1      |

| Pos. | Écurie            | Points |
| ---- | ----------------- | ------ |
| 1    | McLaren-Mercedes  | 138    |
| 2    | Ferrari           | 119    |
| 3    | BMW Sauber        | 71     |
| 4    | Renault           | 33     |
| 5    | Williams-Toyota   | 20     |
| 6    | Red Bull-Renault  | 16     |
| 7    | Toyota            | 12     |
| 8    | Super Aguri-Honda | 4      |
| 9    | Honda             | 1      |

À la suite de l'affaire d'espionnage, les points de l'écurie McLaren seront rétroactivement supprimés le 13 septembre 2007 par décision du Conseil Mondial de la FIA.

## Statistiques
Le Grand Prix de Hongrie 2007 représente :
- la 3e victoire de sa carrière pour Lewis Hamilton[10] ;
- la 4e pole position de sa carrière pour Lewis Hamilton[11] ;
- la 154e victoire pour McLaren en tant que constructeur[12] ;
- la 59e victoire pour Mercedes en tant que motoriste[13] ;
- le 1er Grand Prix mené de bout en bout par Lewis Hamilton.

Au cours de ce Grand Prix :
- Fernando Alonso demeure le seul pilote à avoir inscrit des points lors de chacune des épreuves.
- Lewis Hamilton, détenteur de la pole position, leader de bout en bout et vainqueur de l'épreuve a raté le Grand Chelem lorsque  Kimi Räikkönen lui a ravi le meilleur tour en course lors de l'ultime boucle du Grand Prix.
- En menant le Grand Prix de bout en bout (soit 307 km en tête), Lewis Hamilton passe la barre des 1000 km en tête d'une course de Formule 1 (1061 km).
- Sebastian Vettel, qui a fait ses débuts en course à l'occasion du Grand Prix des États-Unis chez BMW Sauber, remplace désormais Scott Speed au sein de la Scuderia Toro Rosso.
- Sakon Yamamoto fait son retour en Formule 1 au volant de la Spyker précédemment pilotée par Christijan Albers et Markus Winkelhock.
- BMW Sauber, en inscrivant 10 points, réalise sa meilleure performance en Grand Prix depuis son engagement dans la discipline.